# Недобига, Анастасия Владимировна
Анастасия Владимировна Недобига (укр. Анастасі́я Володи́мирівна Недобі́га; род. 20 апреля 1994, Луганск) — украинская прыгунья в воду. Многократная чемпионка Украины, обладательница Кубков Украины. Мастер спорта Украины международного класса по прыжкам. Представляет Центральный спортивный клуб Вооруженных сил Украины. Работник Вооруженных сил Украины.

## Биография
В 7 лет начала заниматься прыжками в воду. Первый тренер Анастасии — Ольга Алексеевна Серебряк.
В 2010 году окончила Луганское областное высшее училище физической культуры. Впоследствии — студентка магистратуры Института физического воспитания и спорта Луганского национального университета имени Тараса Шевченко.
Тренирует Анастасию Недобигу Тамара Токмачова.

### Спортивная карьера
Среди спортивных достижений спортсменки: 4 место в синхронных прыжках с 3-метрового трамплина на чемпионате мира по водным видам спорта в Казани (2015); пятые места на чемпионатах Европы Чемпионат Европы по прыжкам в воду 2013/2013 и Чемпионат Европы по водным видам спорта 2016/2016 лет (синхрон 3 метра).
Мировая серия 2016 — 3 место, 3 место, 2 место.
Участница в составе сборной Украины на летних Олимпийских играх в Рио-де-Жанейро. В соревнованиях по прыжков с 3-метрового трамплина пробилась в полуфинал, где заняла 18 место.
На чемпионате Европы по прыжкам в воду в Киеве (июнь 2017 р.) заняла 3-е место в соревнованиях на 3-метровом трамплине.
Выступает за Вооруженные силы Украины и спортивное общество «Образование» (Луганская область).